# تشارسبيس
كان تشارسبيس ملكًا سيكوثيًا حاكمًا في منطقة البحر الأسود.
كان يعتقد في البداية أن يكون ملك صوفين حوالي العام 230 قبل الميلاد، إثر عملة واحدة يتم الاحتفاظ بها حاليًا في المكتبة الوطنية الفرنسية في باريس.
ومع ذلك، هناك جدل حول ما إذا كان هذا الملك أرمنيًا في الواقع أم لا: فهو لم يرد ذكره في النقوش على جبل نمرود التي تدرج أسلاف أنطاكوس الأول ثيوس، ومن عملة أخرى يوجد أن تشارسبيس كان اسم ملك سكيثيا في منطقة غرب البحر الأسود. من المحتمل تمامًا أنه ليس ملكًا أرمنيًا، بل هو خطأ نقودي.